# Dharma és Greg
A Dharma és Greg másik címén Dharma és Greg, avagy kettőn áll a vásár (eredeti cím: Dharma & Greg) egy amerikai szituációs komédia, amelyet Chuck Lorre és Dottie Dartland alkotott. Főszereplője Jenna Elfman és Thomas Gibson. Magyarországon először az MTV1 mutatta be 1999. január 4-én, majd az MTV2 kezdte ismételni a részeket 1999. április 16-tól. Később a Comedy Central is műsorra tűzte 2009. szeptember 30-tól, új szinkronnal. Jelenleg nincs műsoron.

## Történet
Dharma, a hippi családban felnőtt jógaoktató és Greg, a konzervatív szülők gyermeke véletlenül találkoznak, és rögtön egymásba szeretnek. Már az első randevún összeházasodnak.

## Szereplők
| Szereplő                              | Színész        | Magyar hang (MTV1 szinkron) | Magyar hang (Comedy Central szinkron) | Leírás |
| ------------------------------------- | -------------- | --------------------------- | ------------------------------------- | --- |
| Dharma Freedom Finkelstein-Montgomery | Jenna Elfman   | Orosz Helga                 | Major Melinda                         | Greg felesége. Rendkívül energikus, de látszik, hogy sokkal könyörületesebb és megbocsátóbb, mint a többi ember. Segít Gregnek megtalálni a boldogságot, miközben nem bosszankodik azokon a gyakorlati kérdéseken, mint például a pénz.                                                 |
| Gregory Clifford "Greg" Montgomery    | Thomas Gibson  | Lux Ádám                    | Lux Ádám                              | Dharma férje. Ő egy egyenes, merev, tisztességes, bár néha meglepően nyitott ember. Greg élete reménytelenül unalmas volt, amíg nem találkozott Dharmával, és az első randevún összeházasodtak. Tanult a Phillips Exeter Academy-n, a Harvard Egyetemen és a Stanford Law School-on is. |
| Katherine "Kitty" Montgomery          | Susan Sullivan | Földi Teri                  | Menszátor Magdolna                    | Greg anyja. Az első évadban a manipulatív, mértékletes nők képviselője, aki magasabb törekvésre biztatja fiát. Mint egy elit társaságbeli asszony, Kitty eleinte nem helyeselte, hogy Dharma és szülei csatlakoztak a családhoz.                                                        |
| Edward Montgomery                     | Mitchell Ryan  | Perlaki István              | Varga T. József                       | Greg apja. Ő a Montgomery Industries vezetője. |
| Abigail Kathleen "Abby" O'Neil        | Mimi Kennedy   | Tóth Judit                  | Rátonyi Hajni                         | Dharma szabadelvű, de védelmező anyja, aki arra biztatja Dharmát és Greget, hogy minél előbb vállaljanak gyereket. |
| Larry Finkelstein                     | Alan Rachins   | Uri István                  | Faragó András                         | Dharma apja, aki egy sztereotip hatvanas radikális ember. |
| Jane Cavanaugh                        | Shae D'Lyn     | Kocsis Judit                | Solecki Janka                         | Dharma barátnője. A második évadban összeházasodik Pete-tel, Greg munkatársával, de hat hét után elválnak. |
| Peter James "Pete" Cavanaugh          | Joel Murray    | Dózsa Zoltán                | Holl Nándor                           | Greg barátja és kollégája. |

Egyéb szereplők
- Celia (Lillian Hurst), Kitty és Edward spanyol származású szobalánya.
- George Littlefox (Floyd Westerman), egy idős amerikai indián, akinek a szelleme tanácsot ad Dharmának.

## Epizódok
| Évad | Évad | Epizódok | Eredeti sugárzás     | Eredeti sugárzás  | Eredeti adó |
| Évad | Évad | Epizódok | Évadpremier          | Évadfinálé        | Eredeti adó |
| ---- | ---- | -------- | -------------------- | ----------------- | ----------- |
|      | 1    | 23       | 1997. szeptember 24. | 1998. május 20.   | ABC         |
|      | 2    | 24       | 1998. szeptember 23. | 1999. május 26.   | ABC         |
|      | 3    | 24       | 1999. szeptember 21. | 2000. május 16.   | ABC         |
|      | 4    | 24       | 2000. október 10.    | 2001. május 22.   | ABC         |
|      | 5    | 24       | 2001. szeptember 25. | 2002. április 30. | ABC         |

## Nézettség
Az utolsó epizódot 6,8 millió néző követte figyelemmel.

## Más médiában
A sorozatot a Family Guy című animációs sorozatban parodizálták, amelyben a show minőségét sértegették.

## Fordítás
- Ez a szócikk részben vagy egészben  a   Dharma & Greg című angol Wikipédia-szócikk ezen változatának fordításán alapul.  Az eredeti cikk szerkesztőit annak laptörténete sorolja fel. Ez a jelzés csupán a megfogalmazás eredetét és a szerzői jogokat jelzi, nem szolgál a cikkben szereplő információk forrásmegjelöléseként.